# Cydalima perspectalis
La piralide del bosso (Cydalima perspectalis (Walker, 1859)) è un lepidottero appartenente alla famiglia Crambidae.

## Descrizione
Le uova hanno un diametro di 1 mm e sono collocate nella parte inferiore delle foglie sane.
Alla schiusura delle uova le larve hanno una lunghezza di 1–2 mm, e raggiungono la lunghezza massima di 35–40 mm nell'arco di quattro settimane.
All'inizio della ninfosi la lunghezza delle larve si contrae; le pupe hanno una lunghezza di 25–30 mm, prima verdi con linee longitudinali brune, in seguito più tendenti al bruno.
L'apertura alare dell'adulto raggiunge i 40–45 mm. Si sono osservate due varianti, la più comune è di colore prevalente bianco mentre l'altra è quasi interamente bruno chiaro.

## Biologia

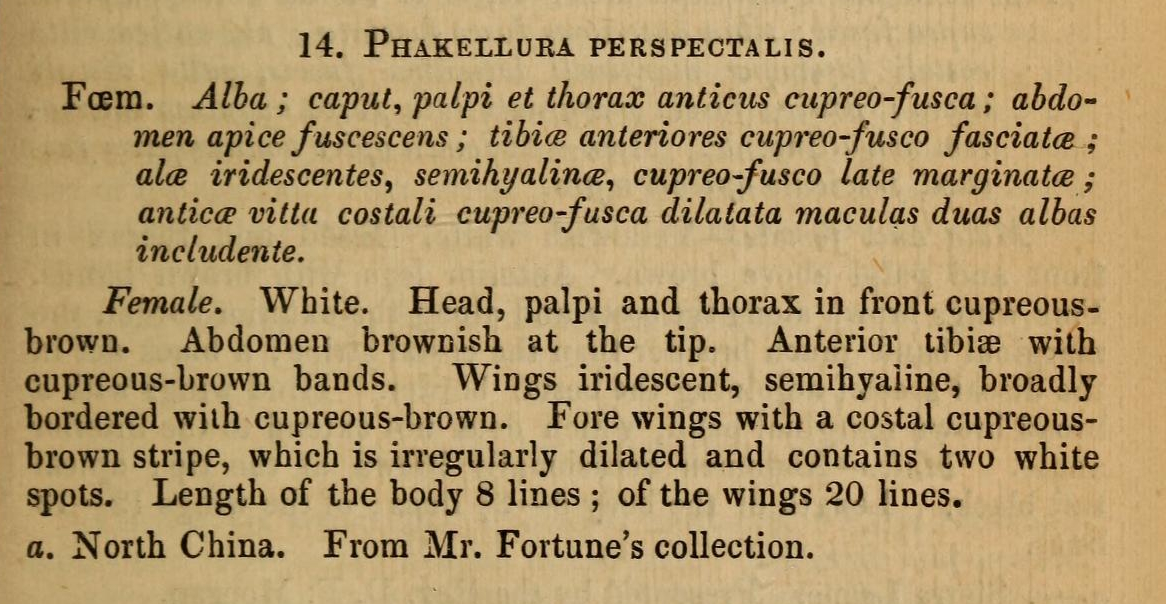
Prima descrizione di Walker - 1859

### Ciclo biologico
C. perspectalis si riproduce in due o tre generazioni l'anno, con gli esemplari adulti in volo tra aprile/maggio e settembre.
Nei climi più caldi dell'area di importazione del continente europeo, dove le condizioni di clima freddo arrivano più tardi durante l'anno, possono esserci a volte fino a quattro generazioni l'anno.
La specie sverna in forma di larva giovanile racchiusa in un bozzolo, della lunghezza di 5–10 mm, protetta in un hibernarium formato da due foglie vive saldamente congiunte con la seta.

### Alimentazione
Le larve si nutrono delle foglie e dei getti delle specie del genere Buxus. Le giovani larve si nutrono solo della parte superiore delle foglie, ma non della struttura interna più fibrosa. Le foglie non sono distrutte completamente, ma la cuticola e l'epidermide appaiono danneggiate lungo solchi paralleli, oppure interamente. Spesso le foglie prive della cuticola muoiono. Le larve che hanno raggiunto il maggior grado di sviluppo sono quelle che maggiormente danneggiano la pianta, nutrendosi dell'intera foglia in maniera massiva, lasciando a volte piccole porzioni di foglia al centro o sui lati esterni. La larva causa la defoliazione e quindi la morte della pianta.
Deiezioni verdi a forma di campana sono depositate sulle piante miste a residui di seta.

### Fattori di controllo naturali

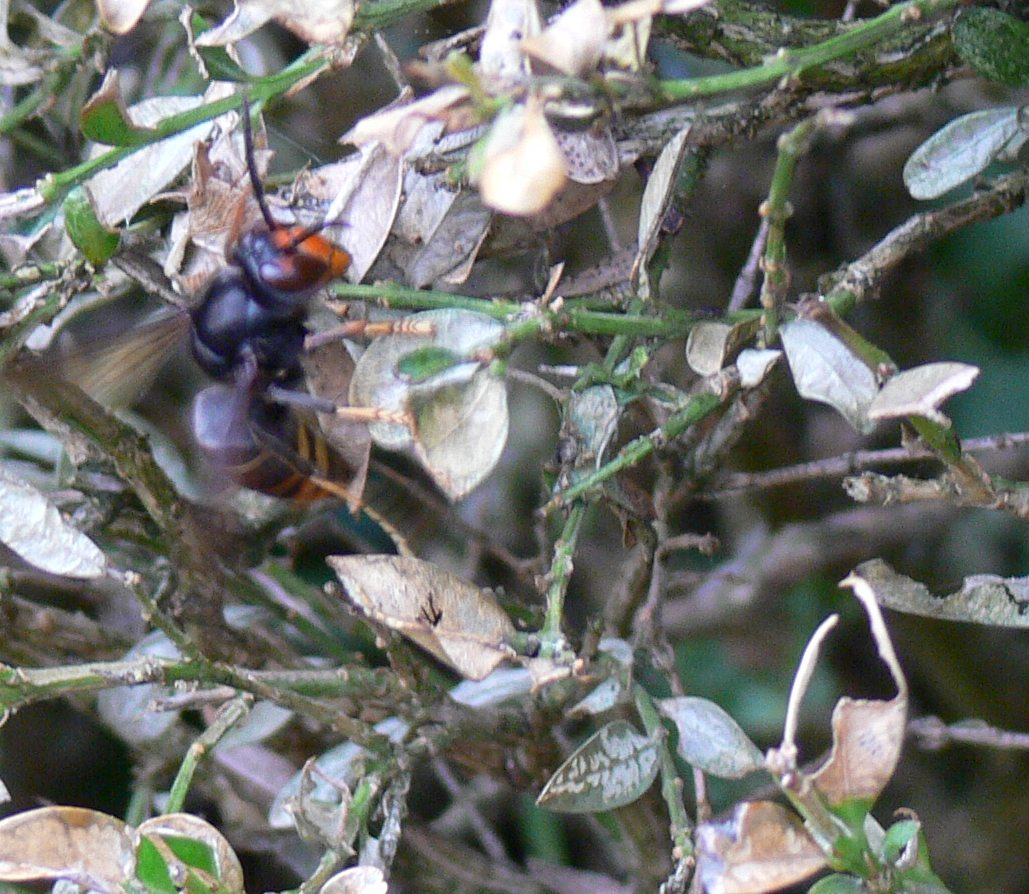
Vespa velutina alla ricerca di larve di Cydalima su un cespuglio di bosso infestato.

Nell'areale di origine (Asia) sono presenti meccanismi di regolazione naturale che limitano il comportamento distruttivo di Cydalima perspectalis. Negli areali di recente introduzione accidentale, in Europa, i danni sono molto ingenti in quanto negli ecosistemi in cui l'insetto è esotico non sono disponibili meccanismi di regolazione naturale.
Nelle aree europee in cui è presente la Vespa velutina, un insetto alloctono anch'esso proveniente dal Sud-Est asiatico e predatore della C. perspectalis, si è osservato un certo livello di predazione. Nel Sud-Est della Francia, dove la Vespa velutina è stata accidentalmente acclimatata nel 2004 e C. perspectalis è comparsa nel 2012, si è osservata la vespa predare piccole larve o larve in preparazione del bozzolo per incrisalidare. 
Ciò non rende la Vespa velutina un candidato ideale per la lotta biologica a C. perspectalis, perché essendo una specie alloctona può essa stessa compromettere l'ecosistema ospite: in particolare questa vespa è molto dannosa per le api, che preda in gran numero.

## Modalità di lotta e di controllo
Nell'ambito della lotta biologica Bacillus thuringiensis può essere utilizzato per il controllo di C. perspectalis. Agisce solo sulle larve giovani dei lepidotteri portando alla paralisi muscolare e pertanto la corretta tempistica di impiego è fondamentale nel risultato di controllo.
Molto più efficaci e di più semplice impiego gli insetticidi di sintesi. Una ricerca condotta in Romania ha individuato che i principi attivi più efficaci in assoluto sono methoxyfenozide (o metossifenozide), spinosad e chlorantraniliprole. Quest'ultimo sarebbe preferibile per la selettività nei confronti di api, coccinelle e sirfidi. E necessario accertarsi in ogni Paese quali formulati insetticidi riportano in etichetta lo specifico impiego.
Le trappole a feromone, che attirano i maschi adulti, ostacolano l'accoppiamento con femmine adulte e potrebbero limitare la severità dei danni in quanto le femmine depositano una maggior quantità di uova sterili.
In realtà la loro principale utilità è nel monitoraggio dei voli che consente di prevedere i periodi di ovideposizione ottimizzando i trattamenti di lotta. 

## Distribuzione e habitat

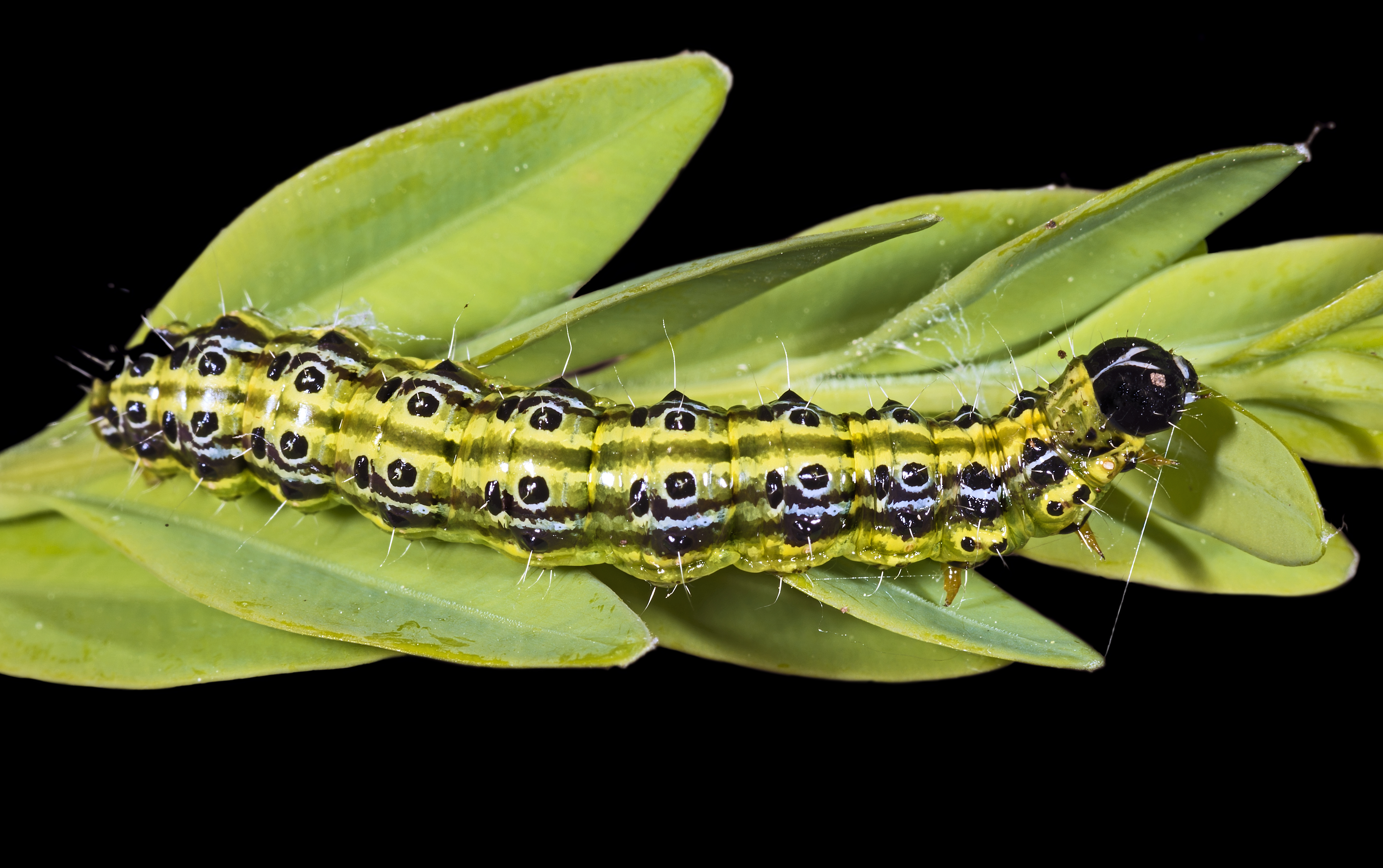
Larva

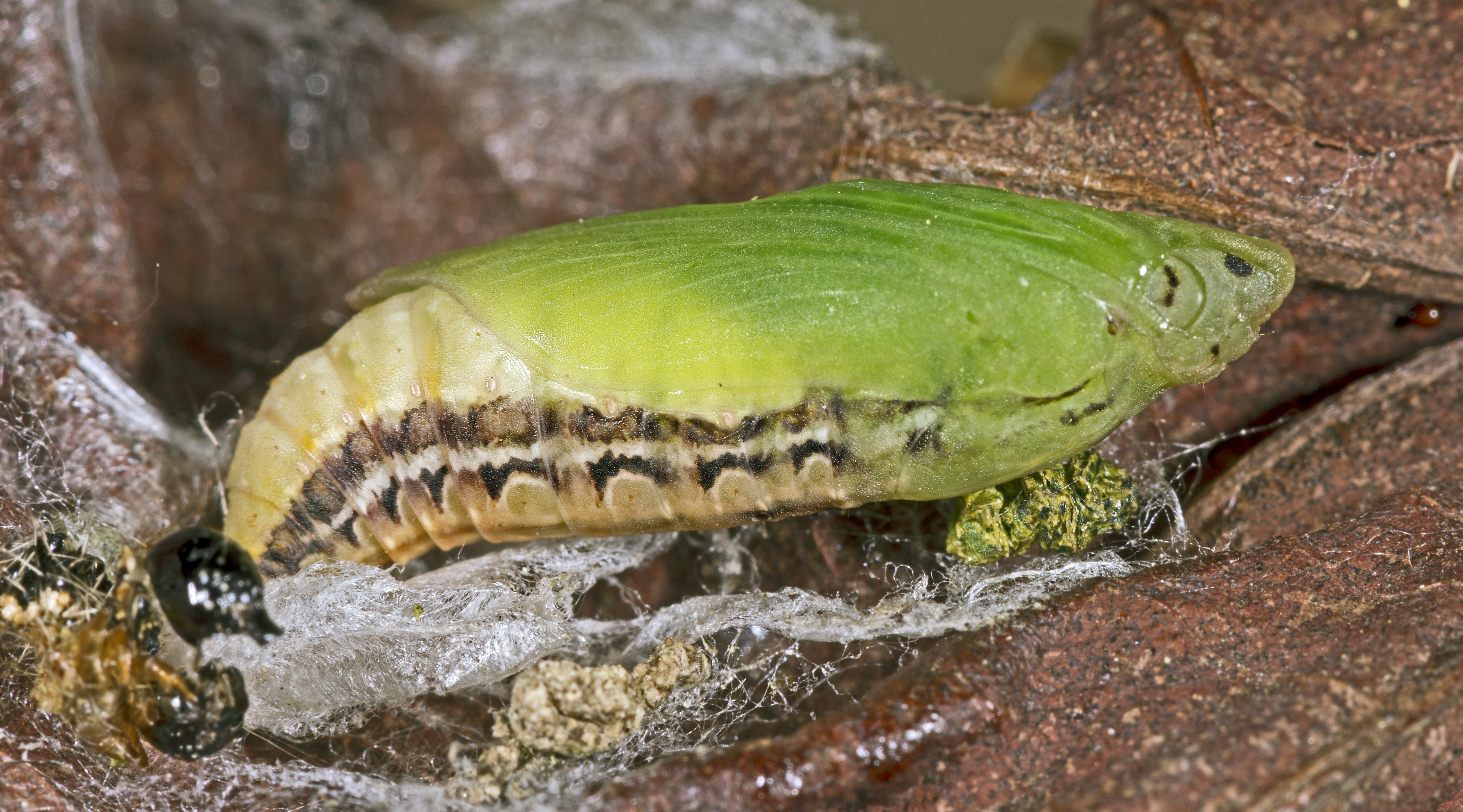
Pupa

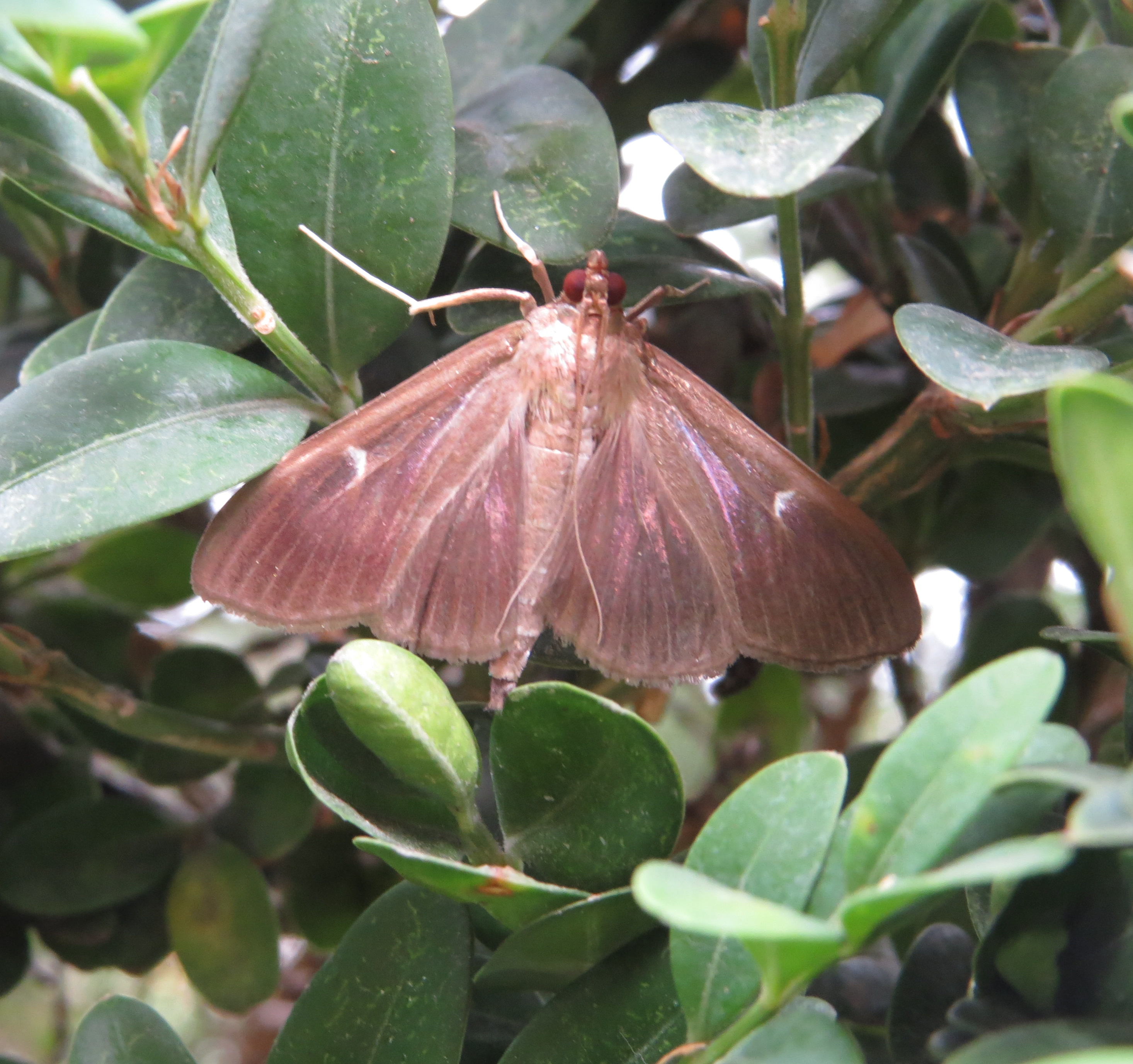
La variante bruna

È nativa dell'Est asiatico (Giappone, Cina, Taiwan, Corea e India).
In Europa è una specie introdotta, individuata per la prima volta in Germania nel 2006, in Svizzera e Paesi Bassi nel 2007, in Francia, Gran Bretagna e Austria nel 2009.
Nel 2011 la piralide del bosso è stata individuata per la prima volta in Ungheria,Romania e Turchia. È stata segnalata in Danimarca nel 2013.La sua presenza è anche stata registrata in Slovacchia, Belgio e Croazia.
Durante la preparazione dei XXII Giochi olimpici invernali a Soči (Russia), questa specie è stata introdotta dall'Italia tramite l'importazione e la piantagione di siepi di Buxus sempervirens. L'anno successivo ha iniziato a defoliare grandi quantità di Buxus colchica locale.
A novembre 2018 è stato confermato il primo rinvenimento in nord America nei pressi di Toronto (Canada) .